# Rotterdam Open 2024
Rotterdam Open 2024 a fost un turneu de tenis masculin care s-a jucat pe terenuri acoperite. A avut loc la Rotterdam Ahoy din Rotterdam, între 12 și 18 februarie 2024. A fost cea de-a 51-a ediție a Rotterdam Open și a făcut parte din seria ATP 500 din cadrul Circuitului ATP 2024.

## Campioni

### Simplu
Pentru mai multe informații consultați Rotterdam Open 2024 – Simplu

### Dublu
Pentru mai multe informații consultați Rotterdam Open 2024 – Dublu

## Puncte și premii în bani

### Distribuția punctelor
| Probă  | C   | F   | SF  | QF  | Runda 2 | Runda 1 | Q  | Q2 | Q1 |
| Simplu | 500 | 330 | 200 | 100 | 50      | 0       | 25 | 13 | 0  |
| Dublu  | 500 | 300 | 180 | 90  | 0       | N/A     | 45 | 25 | 0  |

### Premii în bani
| Probă  | C         | F         | SF        | QF       | Runda 2  | Runda 1  | Q2      | Q1      |
| Simplu | 399.215 € | 214.795 € | 114.490 € | 58.495 € | 31.225 € | 16.655 € | 8.535 € | 4.785 € |
| Dublu* | 131.140 € | 69.940 €  | 35.390 €  | 17.690 € | 9.160 €  | N/A      | N/A     | N/A     |

*per echipă